# Kirov (cruzador pesado)
Kirov (em russo: Киров) foi um cruzador da classe Kirov do Projeto 26 da Frota Naval Militar Soviética que serviu durante a Guerra de Inverno e a Segunda Guerra Mundial, e na Guerra Fria. Foi usado para tentar bombardear as armas de defesa da costa finlandesa durante a ação na Guerra de Inverno, mas foi expulso por uma série de quase acidentes que o danificaram. Foi o navio usado para liderar a evacuação de Tallinn no final de agosto de 1941, antes de ser bloqueado em Leningrado, onde só poderia fornecer apoio de tiros durante o cerco de Leningrado. Bombardeou as posições finlandesas durante a Ofensiva de Vyborg–Petrozavodsk em meados de 1944, mas não desempenhou mais nenhum papel na guerra. Kirov foi reclassificado como cruzador de treinamento em 2 de agosto de 1961 e vendido como sucata em 22 de fevereiro de 1974.

## Descrição
Kirov tinha 191,3 metros de comprimento, uma boca de 17,66 metros e um calado entre 5,75 a 6,15 metros. O navio deslocou 7.890 toneladas com carga padrão e 9.436 toneladas com carga total. Suas turbinas a vapor produziram um total de 113.500 cavalos de potência (84.637 kW) e este atingiu 35,94 nós (66,56 km/h;) nos testes.
Kirov carregava nove canhões B-1-P de 180 milímetros calibre 57 em três torres triplas MK-3-180 elétricas. Seu armamento secundário consistia em seis canhões antiaéreos B-34 calibre 56 de 100 milímetros montados em cada lado do funil traseiro. Seus canhões AA leves consistiam em seis canhões AA semiautomáticos de 45 milímetros 21-K e quatro metralhadoras DK de 12,7 milímetros. Seis tubos de torpedo 39-Yu de 533 milímetros foram montados em duas montagens triplas.

### Modificações em tempos de guerra
Em 1944, Kirov trocou seus canhões de 45 mm por dez canhões AA 70-K totalmente automáticos de 37 mm com suporte para arma MK III.
Kirov não tinha radar quando a guerra estourou em 1941, mas em 1944 foi equipado com modelos britânicos Lend-Lease. Um Tipo 291 foi usado para busca aérea. Um radar Tipo 284 e dois Tipo 285 eram para controle de tiro da bateria principal, enquanto o controle de fogo antiaéreo era fornecido por dois radares Tipo 282.

### Revisão pós-guerra
Kirov foi completamente revisado de 1949 a 1953. Seu armamento secundário foi atualizado com montagens B-34USM de 100 mm totalmente automatizadas eletricamente e seu sistema de controle de disparo foi substituído por um sistema Zenit-26 com diretores estabilizados SPN-500. Todos os seus canhões AA leves foram substituídos por nove suportes V-11 de 37 mm refrigerados a água. Todos os seus radares foram substituídos por sistemas soviéticos: busca de superfície Rif, busca aérea Gyuys, artilharia de superfície Zalp e radares de artilharia antiaérea Yakor. Todas as armas anti-submarino, lançadores de torpedos, equipamentos de aeronaves e guindastes de barco foram removidos. Embora caro, cerca de metade do custo de um novo cruzador da classe Project 68bis Sverdlov, foi considerado um sucesso e permitiu que Kirov servisse por mais duas décadas.

## Serviço

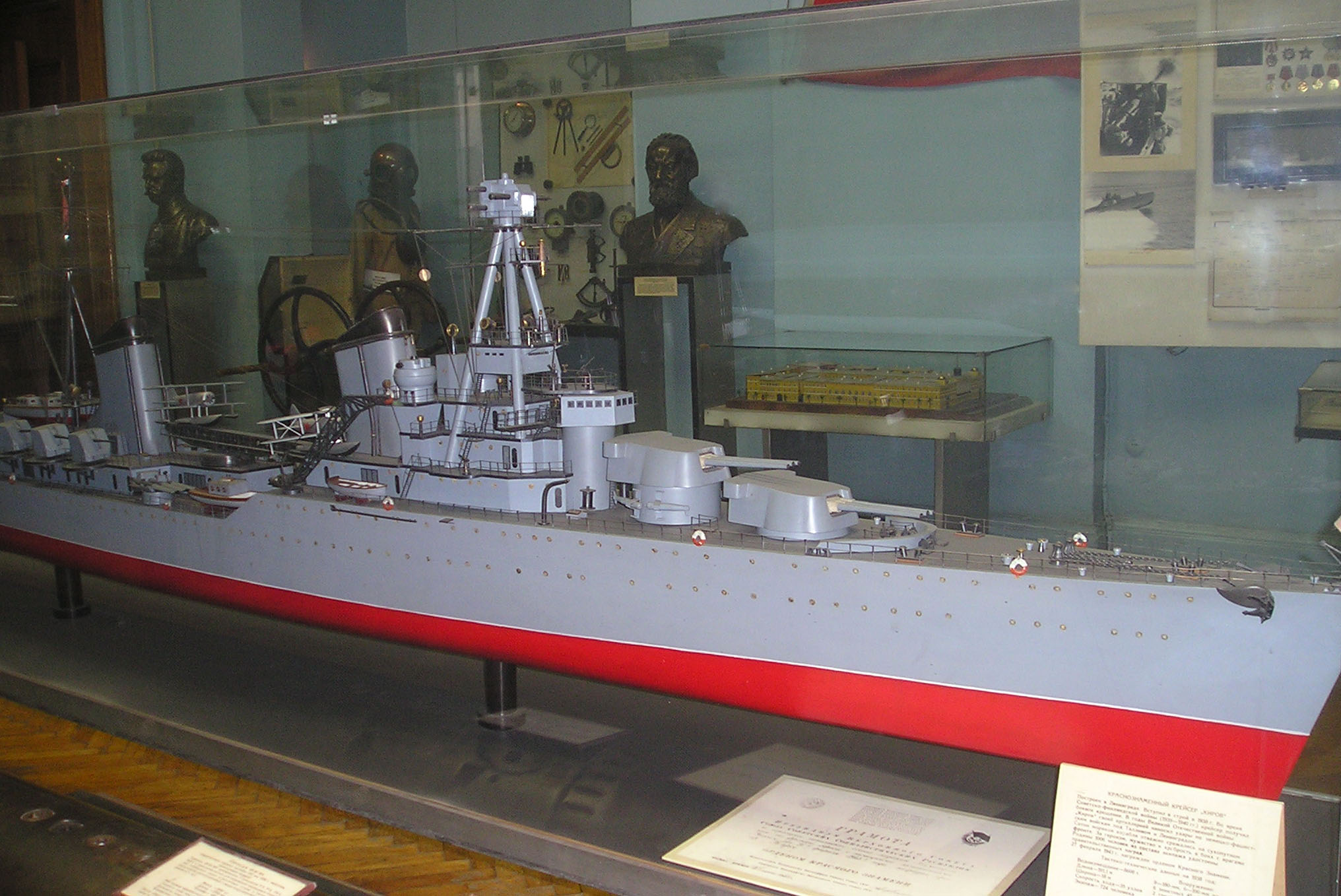
Um modelo de Kirov exibido no Museu Naval Central em São Petersburgo

Kirov foi colocado no Estaleiro Ordzhonikidze, Leningrado em 22 de outubro de 1935. Ele foi lançado em 30 de novembro de 1936 e concluída em 26 de setembro de 1938. Foi comissionado na Frota do Báltico no outono de 1938, mas ainda estava sendo trabalhado no início de 1939. Kirov partiu para Riga em 22 de outubro, quando a União Soviética começou a ocupar a Letônia, continuando para Liepāja no dia seguinte.

### Segunda Guerra Mundial
Durante a Guerra de Inverno, Kirov, escoltado pelos contratorpedeiros Smetlivyi e Stremitel'nyi, tentou bombardear os canhões de defesa da costa finlandesa em Russarö, 5 quilômetros ao sul de Hanko em 30 de novembro. Este disparou apenas 35 tiros antes de ser danificado por uma série de quase acidentes e teve que retornar à base naval soviética em Liepāja para reparos. Permaneceu lá pelo resto da Guerra de Inverno e depois foi consertado em Kronstadt de outubro de 1940 a 21 de maio de 1941.
Em base, perto de Riga na época do ataque alemão à União Soviética em junho de 1941, Kirov ficou preso no Golfo de Riga pelo rápido avanço inimigo. Este serviu de apoio nas surtidas das instalação de minas por contratorpedeiros soviéticos na metade ocidental do Estreito de Irbe nas noites de 24–25 e 26–27 de junho. Descarregando seu combustível e munição para reduzir seu calado, Kirov passou pelo raso canal Moon Sound (entre a ilha de Muhu e o continente da Estônia) com grande dificuldade e conseguiu chegar a Tallinn no final de junho. Este forneceu apoio de tiros durante a defesa de Tallinn e serviu como a nau capitânia da frota de evacuação de Tallinn para Leningrado no final de agosto de 1941. Durante a maior parte do resto da guerra, o cruzador foi bloqueado em Leningrado e Kronstadt pelos campos minados do Eixo e só pôde fornecer apoio de tiros para os defensores durante o cerco de Leningrado. O navio foi danificado por uma série de ataques aéreos e de artilharia alemães, mais seriamente em 4 a 5 de abril de 1942, quando foi atingido por três bombas e um projétil de 15 centímetros que danificou todos os seis canhões AA de 100 mm, o funil de popa , o mastro principal, e matou 86 marinheiros e feriu 46. Os reparos levaram dois meses, durante os quais sua catapulta foi removida; um mastro principal mais leve foi instalado e seu armamento antiaéreo aumentado. Depois que Leningrado foi libertado no início de 1944, Kirov permaneceu lá e não participou mais da guerra, exceto para fornecer apoio de tiros para a ofensiva soviética de Vyborg-Petrozavodsk em meados de 1944.

### Pós-guerra
Kirov foi danificado por uma mina magnética alemã ao deixar Kronstadt em 17 de outubro de 1945 e estava em reparo até 20 de dezembro de 1946. Ele foi reformado de novembro de 1949 a abril de 1953, durante o qual seu maquinário foi completamente revisado e seus radares, sistemas de controle de disparo e defesa antiaérea foram substituídas pelos mais recentes sistemas soviéticos. Ele participou de manobras da frota no Mar do Norte em janeiro de 1956. Posteriomente, foi reclassificado como cruzador de treinamento, visitando regularmente a Polônia e a Alemanha Oriental, em 2 de agosto de 1961, até ser vendido como sucata em 22 de fevereiro de 1974. Quando Kirov foi desativado, duas torres de canhão foram instaladas em São Petersburgo como um monumento em homenagem ao navio.

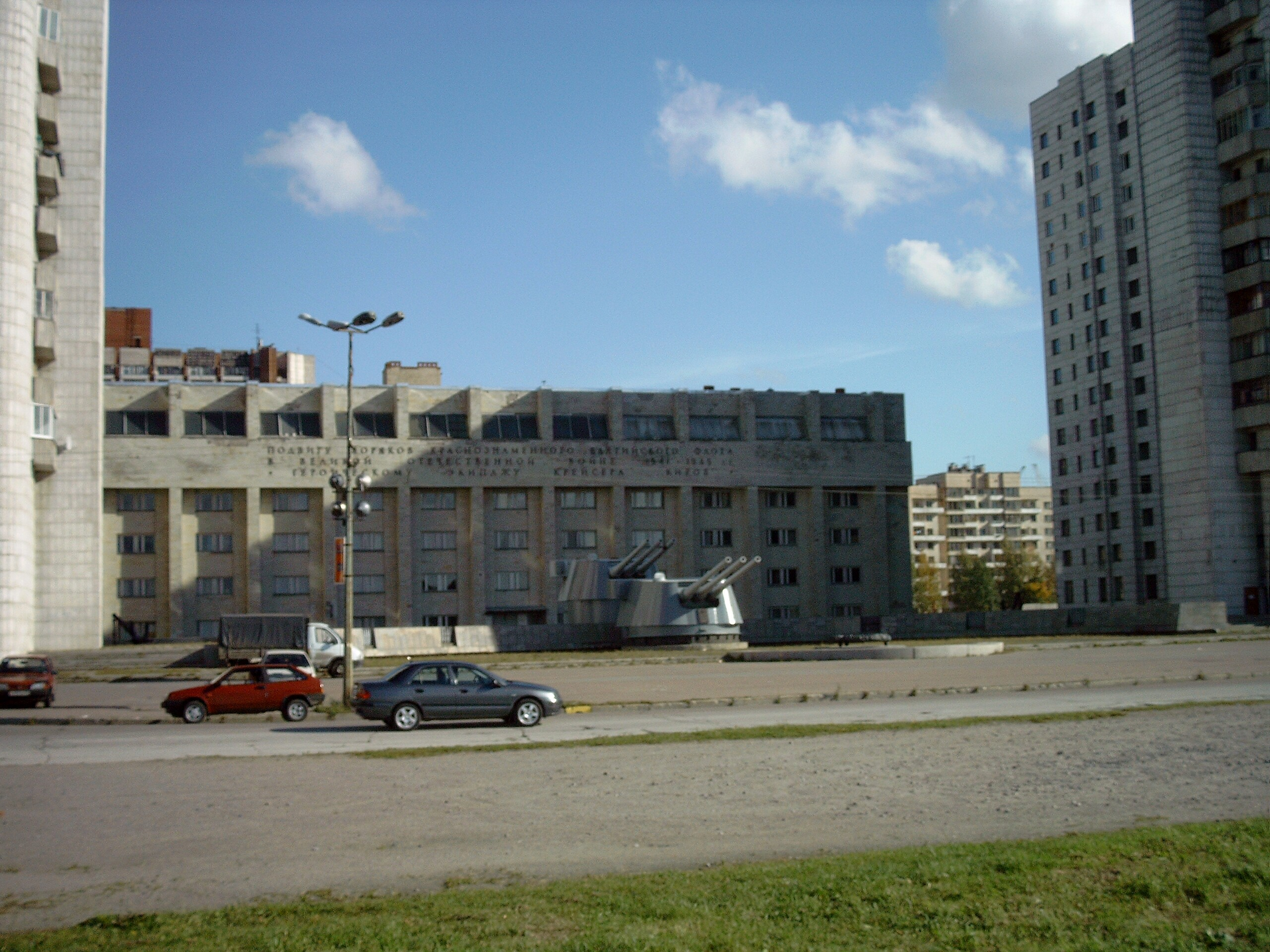
Memorial Kirov com paisagem ao redor
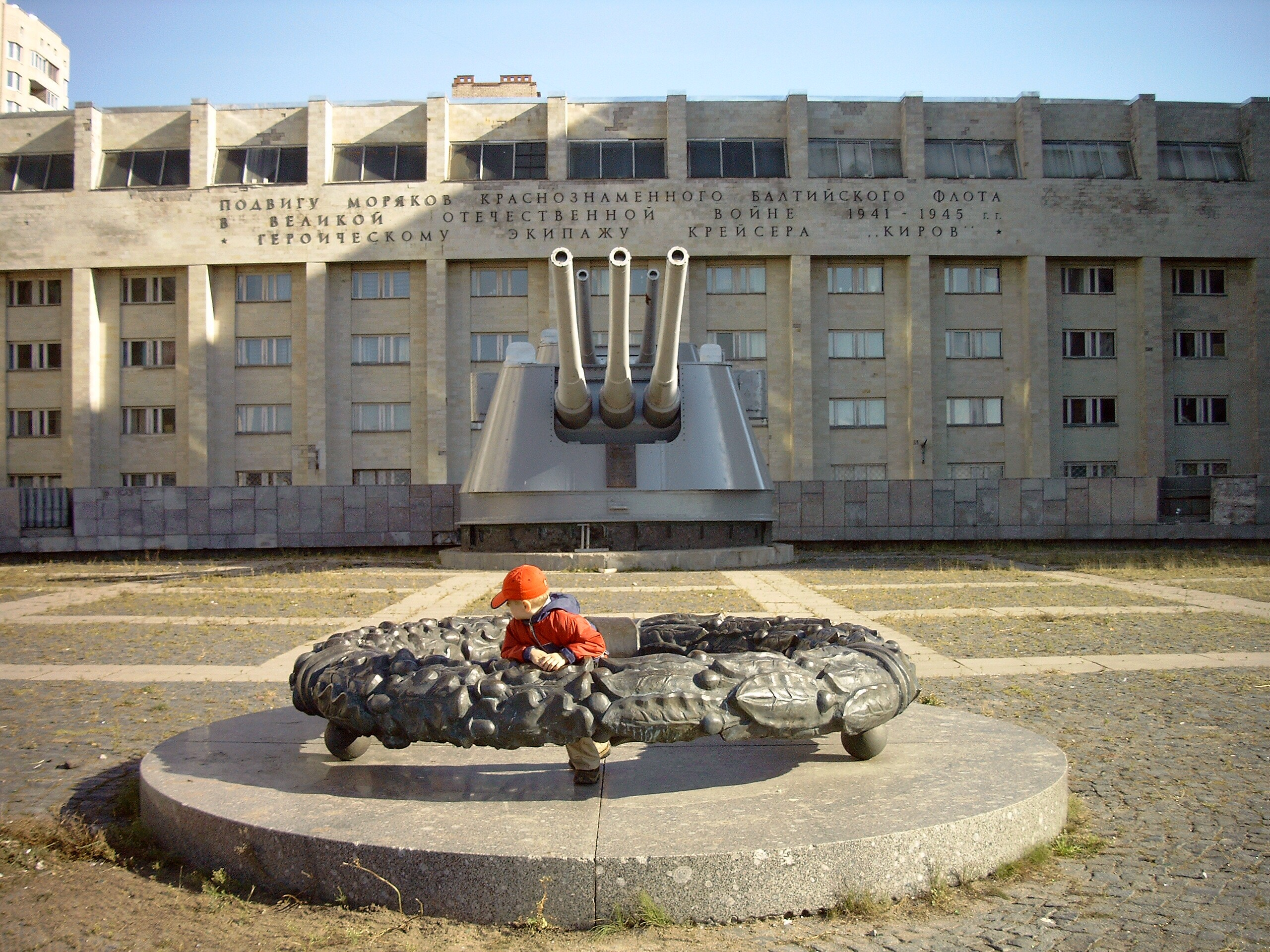
Memorial Kirov
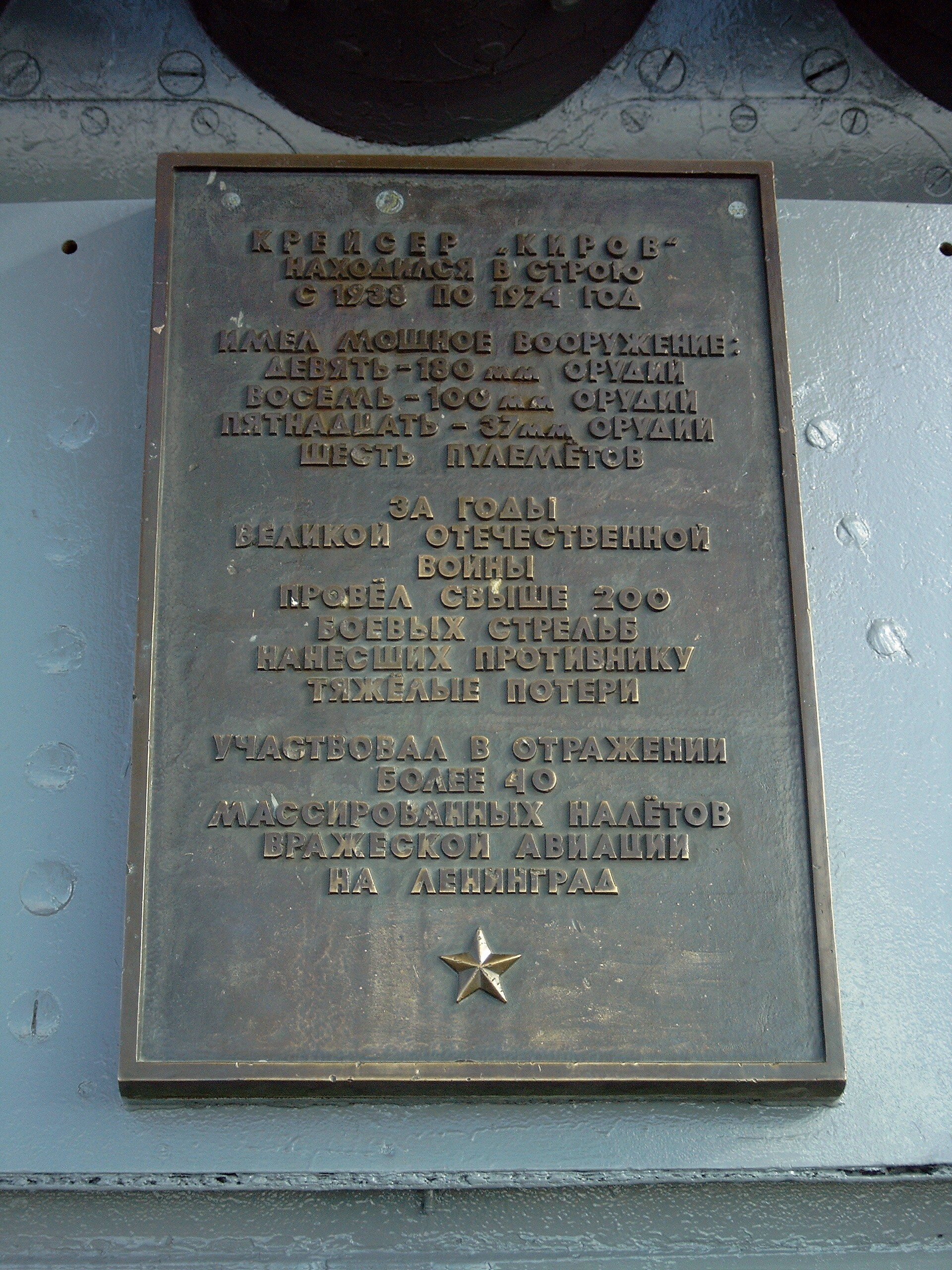
Placa memorial do Kirov
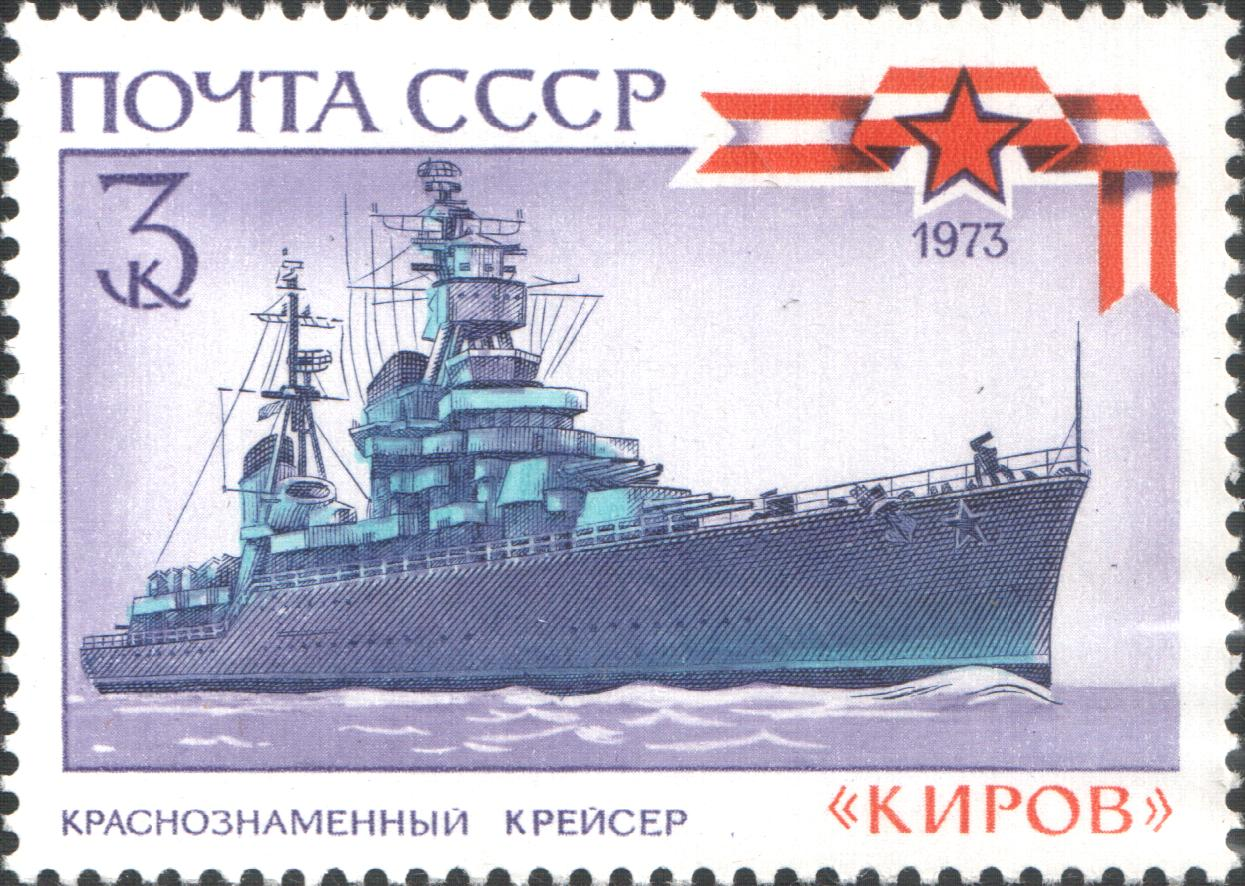
Selo soviético de 1973 com Kirov